# 索塔基拉
索塔基拉是哥倫比亞的城鎮，位於該國東北部，由博亞卡省負責管轄，距離首府通哈39公里，始建於1583年，面積289平方公里，海拔高度2,573米，2005年人口8,303。
5°46′N 73°15′W / 5.767°N 73.250°W